# 149 aC
El 149 aC  va ser un any del calendari romà prejulià. Durant la República i l'Imperi Romà es coneixia com l'Any del Consolat de Manili i Censorí o també any 605 Ab urbe condita o de la fundació de la ciutat). L'ús del nom «149 aC» per referir-se a aquest any es remunta a l'alta edat mitjana, quan el sistema Anno Domini va ser el mètode de numeració dels anys més comú a Europa.

## Esdeveniments

### Àsia Menor
- Amb l'ajuda de Roma, Nicomedes II enderroca el seu pare Prúsies II i es proclama rei de Bitínia.[2]
- Inici del regnat de Tigranes I rei d'Armènia.[3]

### Regne de Macedònia
- Andrisc, un aventurer que pretenia ser el fill bastard de Perseu de Macedònia, i a qui Demetri I Soter (161 aC-150 aC) havia enviar presoner a Roma, s'escapa cap a Macedònia, on troba molts partidaris, i ajudat per voluntaris tracis, s'apodera de bona part de Macedònia i adopta el nom de Filip. Derrota el pretor Publi Juvenci i es fa coronar rei. El seu regnat està marcat per innumerables crueltats i no dura gaire més d'un any.[4]

### República Romana
- Aquest any són elegits cònsols Marc Manili i Luci Marci Censorí.[5]
- Luci Calpurni Pisó Frugi és tribú de la plebs i proposa la llei contra l'extorsió a les províncies anomenada Lex Calpurnia de Repetundis.[6]

### Cartago
- S'inicia la Tercera guerra púnica. En el seu mandat els dos cònsols dirigeixen les operacions contra Cartago i incendien la flota cartaginesa a la vista de la ciutat. El comandament de l'exèrcit el té Manili i el de la flota Censorí, que és el portaveu en les converses amb els cartaginesos. Quan aquests refusen acomplir les exigències romanes (que incloïen abandonar Cartago i construir una altra ciutat a més de 15 km de la costa) els dos cònsols inicien el setge de la ciutat, però Censorí torna aviat a Roma per dirigir els comicis i deixa la direcció de les operacions en mans del seu col·lega.[7]
- S'inicia el setge de Cartago.[8]
- Manili escriu als aqueus demanant que li enviïn a Polibi a Lilibèon, perquè el necessita. Però quan arriba a Còrcira, Polibi rep una carta dels cònsols, que l'informen de que els cartaginesos han lliurat hostatges, i que estan disposats a obeir els romans. Com que creuen que la guerra s'ha acabat, ja no necessiten els seus serveis. Polibi torna a Grècia.[9]

## Necrològiques
- Cató el Censor, consol romà. Abans de morir encara dirigeix l'acusació contra Sulpici Galba que havia assassinat lusitans després d'haver-se rendit i n'havia venut d'altres com a esclaus. Galba es justifica dient que els lusitans s'havien rendit com a part d'un pla per atacar de sobte.[10]
- Prúsies II, rei de Bitínia. Quan el seu fill Nicomedes, amb suport de Pèrgam, es presenta a Bitínia, part del país li dona suport. Prúsies queda tancat a la ciutat de Nicomèdia i els seus habitants obren les portes. Prúsies mor assassinat al temple de Júpiter on s'havia refugiat, segons Apià.[11]